# Кукин Берег
Кукин Берег — деревня в Загривском сельском поселении Сланцевского района Ленинградской области.

## История
Деревня Кункина упоминается на карте Санкт-Петербургской губернии 1792 года А. М. Вильбрехта.
Как село Кукин Берег она обозначена на карте Санкт-Петербургской губернии Ф. Ф. Шуберта 1834 года.

КУЙКИН БЕРЕГ — деревня принадлежит госпоже Дубровиной, число жителей по ревизии: 21 м. п., 24 ж. п. (1838 год)

Как деревня Кукин Берег, она отмечена на карте профессора С. С. Куторги 1852 года.

КУЙКИН БЕРЕГ — деревня госпожи Дубровиной, по просёлочной дороге, число дворов — 8, число душ — 27 м. п. (1856 год)

КУЙКИН БЕРЕГ — деревня владельческая при реке Нарове, число дворов — 7, число жителей: 21 м. п., 24 ж. п.. (1862 год) 

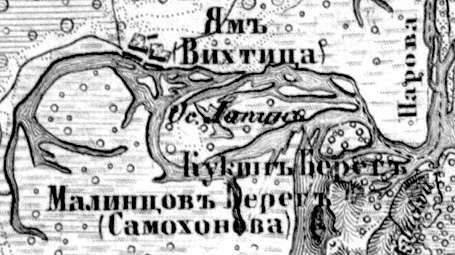
Деревня Кукин Берег на карте 1863 года

В XIX веке деревня административно относилась к 1-му стану, в начале XX века к Добручинской волости 1-го земского участка 4-го стана Гдовского уезда Санкт-Петербургской губернии.
Согласно Памятной книжке Санкт-Петербургской губернии 1905 года, деревня называлась Куйкин Берег и входила в Куйкинское сельское общество.
С 1917 по 1920 год деревня входила в состав Скарятинской волости Гдовского уезда.
С 1920 года, в составе Эстонии.
С 1940 года, в составе Эстонской ССР.
С 1944 года, в составе Загривского сельсовета Сланцевского района Ленинградской области.
С 1963 года, в составе Кингисеппского района.
По состоянию на 1 августа 1965 года деревня Кукин Берег входила в состав Загривского сельсовета Кингисеппского района. С ноября 1965 года, вновь в составе Сланцевского района.
По данным 1973 и 1990 годов деревня Кукин Берег входила в состав Загривского сельсовета Сланцевского района.
В 1997 году в деревне Кукин Берег Загривской волости проживали 10 человек, в 2002 году — 82 человека (русские — 87 %).
В 2007 году в деревне Кукин Берег Загривского СП проживали 11 человек, в 2010 году — 14.

## География
Деревня расположена в западной части района к западу от автодороги 41К-164 (Сланцы — Втроя).
Расстояние до административного центра поселения — 11 км.
Расстояние до железнодорожной платформы Сланцы — 31 км.
Деревня находится на правом берегу реки Нарва.

## Демография
| 1862 | 2007 | 2010 | 2017 |
| ---- | ---- | ---- | ---- |
| 45   | ↘11  | ↗14  | ↗16  |